# FN:s permanenta forum för ursprungsfolk
Förenta Nationernas permanenta forum för ursprungsfolk (engelska: United Nations Permanent Forum on Indigenous Issues, UNPFII) är ett rådgivande organ inom Förenta Nationerna (FN). Forumet behandlar frågor som rör världens ursprungsbefolkningar och rapporterar till FN:s ekonomiska och sociala råd (ECOSOC). Att organisationen skulle bildas beslutades vid FN:s konferens om mänskliga rättigheter i Wien 1993. År 2000 kom den till stånd.